# コール オブ デューティ アドバンスド・ウォーフェア
『コール オブ デューティ アドバンスド・ウォーフェア』（英語: Call of Duty: Advanced Warfare, 略称：CoD:AW）は、2054年から2061年の世界を舞台とするファーストパーソン・シューティングゲーム (FPS) である。コール オブ デューティシリーズ本編の11作目。
日本ではスクウェア・エニックスから日本語字幕版が2014年11月13日、日本語吹き替え版は同年12月4日に発売された。
2050年代、世界中のインフラと各国の正規軍がある大規模な軍事騒乱によって破壊、分裂。高度なインフラを失った世界は秩序を失い、正規軍隊が衰えた各国では起業家ジョナサン・アイアンズ（Jonathan Irons CEO）が率いる世界最大の民間軍事会社（PMC）「アトラス社」（Atlas Corporation）が覇権を握っていた。
アトラス社は世界から秩序を取り戻し、人類を再興させるために立ち上がった。プレイヤーは新たにアトラス社に入社した元海兵隊員のジャック・ミッチェル（Jack Mitchell）として戦うことになる。
開発は『CoD:MW3』でInfinity Wardと協力開発に携わっていたSledgehammer Gamesとなり、今までのInfinity WardとTreyarchの2スタジオの開発体勢から3スタジオ体勢となる最初の作品である。

## 概要
前作の『CoD:G』、そして、前々作の『CoD:BO2』から引き続き近未来が舞台となる。今作の年代は『CoD:BO2』の舞台の2025年から2054年と大きく未来へと進み、それに合わせてVTOLヘリコプター、四足歩行兵器などに加え強化外骨格による高い跳躍や特殊グローブによる壁登り、一枚の布による防弾シールドなどこれまでのシリーズと比べよりSF色の強い作品となっている。
プレイ面では垂直に高くジャンプする「ブーストジャンプ」、ジャンプ中に横にステップする「ブーストスライド」、空中から落下攻撃を仕掛ける「ブーストスラム」が新しく登場した。翌年に発売された『コール オブ デューティ ブラックオプスIII』と共に、公式ブログでは「ジェットパック時代」（jetpack era）と呼ばれている。
2054年の姿をリアルに描くために軍事専門家や未来学者などが制作に協力している。暴走する民間軍事会社というアイデアはアメリカ国防省のシナリオプランナーが近未来の現実的な脅威として提示したものである。

## ストーリー
INDUCTION　韓国 ソウル - 2054年,7月10日
"北の軍が韓国の首都ソウルに侵攻した
アメリカ海兵隊としての初任務は侵攻軍を撃退し首都を奪還することだ"
強化外骨格が実用化された 2054年の未来の戦場。アメリカ海兵隊へ入隊したウィルとミッチェルはコーマック軍曹の指揮するバジャー分隊の一員として、北朝鮮の侵攻を受けている韓国ソウルへ展開する。北朝鮮軍の大型兵器である飛行型ミサイルランチャーを破壊したことで、敵戦力を大幅にそぐことに成功するが、ミッチェルは友人ウィルと左腕を失ってしまう。
このミッションが1つ目のチュートリアルとなっており、エグゾスケルトンの基本的な能力、スモークグレネードへの対応など次世代の戦い方(従来のMWやGhostなどとの違い)の一つを学ぶことになる。
ATLAS　アメリカ アトラス訓練キャンプ - 2054年,7月24日
"亡き友の葬儀で出会ったジョナサン・アイアンズ
アトラスコーポレーションでの第2のチャンスを彼から直接オファーされた"
韓国での戦いでミッチェルは親友と自身の左腕、そして海兵隊という居場所すら失った。亡き友・ウィルの葬儀の場でミッチェルの前に一人の男が現れる。その男はウィルの父であるジョナサン・アイアンズ。彼は自身の経営するアトラス・コーポレーションにミッチェルをオファーし、第2のチャンスを与える。
ミッチェルはアイアンズからのオファーを受け入れ、民間軍事会社 アトラス・コーポレーションへ入社する。アトラスの「20年進んだ技術」が生み出した義手を受け取り、訓練に参加することになる。
それから時は流れ、新たな左腕を手に入れたミッチェルはギデオンやジョーカーらと共に訓練に明け暮れていた。
このミッションが2つ目のチュートリアルとなっており、エクソスケルトンの能力、可変グレネードなど、より高度なこの時代で最先端の戦い方を学ぶことになる。
TRAFFIC　ナイジェリア ラゴス - 2055年,3月7日
"正式なアトラス隊員としての初仕事だ
チームとともに国際テロ組織KVAにとらわれたナイジェリア首相を救出せよ"
ミッチェルの正式なアトラス隊員としての初仕事の時が訪れた。ラゴスで行われていた国際技術サミットに参加していたナイジェリア首相サミュエル・アビドヨが反西欧テロ組織「KVA」によって拉致されたのだ。アトラス社への依頼はナイジェリア軍と協力して首相を救出する事だった。
アトラス社と軍の協力によって首相は救出されたが、KVAの真の狙いは一緒に拘束されていた技術者だった。技術者がバンに乗せられて連れ去られた事実を知ったミッチェルらは人質の奪還に動く。
追跡の末 水中に沈んだバンから人質を回収することに成功したが、KVAが技術者を狙った理由は最後まで謎のままだった。
FISSION　ワシントン州 シアトル - 2055年,4月28日
"アメリカの原子力発電所を攻撃しているKVAを阻止せよ"
KVAリーダーのハデスによって「人類をテクノロジーという癌から解放する」という声明が発せられた。その直後、ワシントン州シアトルにある原子力発電所がKVAの襲撃を受ける。彼等の目的は発電所でメルトダウンを起こす事。ミッチェル達はそれを阻止すべく発電所に向かう。
ミッチェルらは透明化されたVTOLに乗り込んで、KVAの対空砲火を強硬突破する。地上では進路を塞ぐKVAの四足歩行兵器 ｢タイタン｣ をランチャーを使って破壊し発電所内部に侵入する。原発を奥に進んで行き制御室にたどり着いたが、メルトダウンを止める事はできず原発は爆発してしまう。それによってアトラス社のカーターが殉職。
シアトルの発電所への攻撃を皮切りに東京やマドリードなど西欧各国にある原子力発電所も次々に破壊されていった。
AFTERMATH　ミシガン州 デトロイト - 2059年,8月5日
"あれから4年が経った ハデスの右腕であるピエール・ダノワ博士が現在は放棄されたデトロイトに身を潜めている
博士をとらえてハデスの居場所を突き止めろ"
KVAによる5万人もの命を奪った同時多発核汚染テロから4年。混乱に陥った世界も徐々に秩序を取り戻しつつあったが、KVAは更に勢力を拡大していた。一方、被爆者の支援と復興事業、そしてテロとの戦いによってアトラス社もまた更なる発展を遂げていた。
ミッチェル達は放棄されて廃墟と化したデトロイトの街を訪れる。ハデスの右腕であるピエール・ダノワ博士がこの街に身を潜めているという情報を掴んだからだ。ハデスの居場所を突き止めるべく、ミッチェル達はホバーバイクに乗って博士が所在する場所に赴いた。途中で謎の透明部隊に助けられながらも、博士の拿捕に成功する。
MANHUNT　ギリシャ サントリー二  - 2059年,9月13日
"KVAのリーダーである「ハデス」がギリシャのサントリー二で解放に出席するとの情報を入手
直ちに追跡して決着をつけろ"
アトラス社のイロナがダノワ博士を尋問して得た情報により、ハデスがギリシャのサントリーニでの会合に出席する事を突き止めた。今度こそハデスを抹殺するべく、アトラス隊員達は現地に入り、ミッチェルとイロナは夫婦を装って市街地に潜入する。
透明化されたドローンを使ってハデスを殺害したかに思えたが、その男は影武者で本物のハデスはいまだサントリーニで生きていた。イロナとミッチェルは街中で民間人を巻き込んだ凄絶な銃撃戦を繰り広げながらハデスに迫って行く。
アトラス社の執拗な追跡の末 ハデスはナイフを使ってイロナに急襲し2人の激しい白兵戦が展開される。最終的にハデスはタイミングを見てナイフを取ったミッチェルにトドメを刺され、｢アイアンズは知っていた｣ との遺言を残して死亡する。
UTOPIA　イラク ニューバグダット - 2059年,11月9日
"衝撃的発見から必死の脱出へ…"
アイアンズはアトラス社が復興したイラクの都市 ニューバグダッドで女性リポーターの取材を受けていた。ハデスの死によってKVAは崩壊。アトラス社はその功績を称えられ、国連に安保理の席を用意されるほどに拡大していた。 そんな中ミッチェルとギデオンはイロナから内密の話があると呼び出される。
ようやく戦いが終わったという安堵もつかの間、ハデスが死に際に残したホログラム・データによってミッチェル達は、アイアンズが事前に核汚染テロを知っていて私腹を肥やすために見過ごしていたという衝撃の事実を知る。
しかし直後に現れたアイアンズの兵によってミッチェルとイロナは窮地に立たされ、ギデオンは情報をフェイクと言い放ってアイアンズに付いて行ってしまう。絶体絶命のミッチェル達を救ったのは謎の人物Xからの通信だった。
2人はXの案内に従ってニューバグダットを脱出するための行動に出る。アトラス基地を脱出して潜水機能付きボート (Dive Boat) が停泊している地点に到着した2人はボートに乗り込んでニューバグダットの水路を進んで行く。
Xが指示する建物の屋上にたどり着いたところコーマックが姿を現し2人を透明化された航空機で回収した。
SENTINEL　アイアンズの私邸 - 2060年,1月3日
"海兵隊時代の分隊長コーマックと再会しセンチネルに加わった
アイアンズの私邸に潜入し次の動向に関する情報を入手せよ"
ミッチェル達を救った者の正体は海兵隊時代の上官のコーマックだった。コーマックの誘いで多国籍部隊センチネルに転属したミッチェルとイロナはアイアンズの野望を叩き潰すため、かつての仲間に銃を向ける事となる。
ミッチェルの情報により、アイアンズがタイのバンコクにある私邸で幹部と会う事が判明。密会の場を押さえてその目的を探ると同時に、アトラスより奪取した情報に頻出する「マンティコア」という謎の単語の正体を探るべく、センチネルは「ローン・ウルフ作戦」を実行する。
私邸を守る警備ドローンや兵士の目を回潜り、アイアンズのPCをハッキングして私邸の格納庫で会合が開催されるとの情報を手に入れる。格納庫ではアトラスの監獄で幽閉されているはずのピエール・ダノワ博士が現れてアイアンズと会合を始めた。ミッチェルは格納庫でVTOLに積み込まれるマンティコアを目撃し奪還に動くが失敗する。
しかし、機体に発信器を貼り付けることには成功した。
CRASH　南極大陸 - 2060年,1月3日
"アトラスに阻止される前にマンティコアのサンプルを確保しろ"
マンティコアを押さえる事は出来なかったが、輸送機にトラッカーを仕掛けた事でその目的地は判明した。行き先はリオ・ガジェゴス空軍基地。アイアンズはそこを拠点として南半球に何かを仕掛ける模様である。
それを阻止すべくミッチェル達は輸送機を国際空域で迎撃。南極大陸に不時着させ、マンティコアのサンプルを入手する。しかしアトラスの臨戦部隊の抵抗によって輸送を阻まれてしまい、更には敵戦車やASTの攻撃で足場の氷が崩れ、ミッチェル、イロナ、コーマックはクレバスへと転落してしまう。
3人は地下を進んで行き、地上の開けた場所にたどり着いて、マンティコアがウォーバードで輸送される場面に遭遇する。ミッチェルらは護衛の大勢のアトラス社員を急襲するが最終的に捕虜になってしまう。そこに、ギデオンが現れ3人を解放し嘘をついて誘い出したウォーバードをランチャーで撃墜する。
ミッチェルは機体とともに墜落し雪崩に巻き込まれていくマンティコアを回収する。
BIO LAB　ブルガリア 森林地帯 - 2060年,4月4日
"ブルガリアの森に隠されたマンティコア製造施設をセンチネルが突き止めた
施設に潜入してマンティコアを無力化せよ"
マンティコアのサンプルを入手したセンチネルはその正体を突き止める。マンティコアとはアトラスにDNAが登録されてない人間だけを狙い撃ちする生物兵器だった。しかしその恐ろしい生物兵器の生成場所を叩こうにも場所が分からない。そこでミッチェルは新たに仲間になったギデオンの心当たりを当たってみる事を提案する。
その場所はブルガリアの森にある製材工場。ミッチェルとギデオンは再びコンビを組んで製材工場に向かうが、途中でヘリがアトラスのEMP攻撃を受け、Exoが起動しないまま二人は敵地へ降り立つ羽目に。
2人は回復したExoのクローク機能を使って透明になり敵地を進んでゆく。ホログラムで森に偽装されていたアトラスの工場を発見しマンティコアを破壊する。それからアトラスのホバータンクに乗り込み工場を脱出した。
COLLAPSE　カリフォルニア州 サンフランシスコ - 2060年,6月15日
"アトラスの襲撃をゴールデンゲートブリッジで阻止せよ"
センチネルの活躍でマンティコアが破壊、公表された事を機にアイアンズは全世界に宣戦布告する。そして戦いが始まる前にアトラスが世界各地に先制攻撃を仕掛けようとしている事を突き止めたセンチネルは、その候補の中からアメリカ軍第3艦隊が湾に集結しているサンフランシスコが最初の標的だと看破。襲撃を阻止すべくゴールデンゲートブリッジを封鎖するが、アトラスのドローン爆弾にハンガーロープを破壊され、ゴールデンゲートブリッジは崩壊する。
ARMADA　カリフォルニア州 サンフランシスコ - 2060年,6月15日
"空母のブリッジに向かい アークライトレールガンでアトラスの船を排除せよ"
アトラスはゴールデンゲートブリッジを容赦なく破壊した後、空母の兵器システムを奪うべく、貨物船に装っていた艦で第3艦隊を蹂躙する。ミッチェル達は空母を占領し、搭載されている兵器「アークライトレールガン」でアトラスの船を排除する。
THROTTLE　イラク ニューバグダット - 2061年,1月8日
"イラク ニューバグダットのアトラス司令部を合衆国が攻撃
チームと共に町へ急行しジョナサン・アイアンアズの身柄を確保せよ"
アイアンズは合衆国への攻撃を「すべての戦争の終焉」と表し、世界に発信。世界はアトラスに反旗を翻した。ミッチェル達はイラクのニューバグダッドにあるアトラス司令部を襲撃し、アイアンズの身柄を確保するべく第37空挺部隊と共に戦闘機に乗って出撃する。
戦闘機で谷にある敵兵器を破壊し降下ポットでニューバグダットに突入する。街中に配備された3基の対空タレットを破壊して航空部隊の自由を確保したのち、地上を守るアトラスの戦車を破壊しようと試みたところ生物兵器マンティコアが散布されアトラスにDNAが登録されてないセンチネル部隊のノックスが死亡する。
生き延びたミッチェル、イロナ、ギデオンの3人はアトラス兵に確保されて連れ去られた。
CAPTURED　場所不明 - 2061年,1月8日
"マンティコアの攻撃を受けた後、チームはアトラスに拘束された
ギデオンと共に捕虜収容所から脱出せよ"
マンティコアによって攻撃部隊は壊滅。生き残ったミッチェル達もアトラスに捕らわれて捕虜収容所に囚われてしまう。収容所でコーマックはアイアンズに撃たれ、ミッチェルは義手を破壊されるも、なんとか拘束を破る。重傷のコーマックをイロナに任せ、ギデオンと共にミッチェルは片腕が動かないまま脱出を試みる。その最中、アトラスがICBMによってマンティコアを世界に拡散させようとしている事が発覚する。
ミッチェルとギデオンはアトラスのVTOLを奪って逃亡するが、攻撃を受けて墜落してしまう。ミッチェルは墜落地点で発見したAST (ガトリングや小型ミサイルを装備した乗り込み型の強化外骨格) を装着して敵の大軍をなぎ払い、イロナが運転する脱出用トラックに乗り込む。直後、収容所は自由世界側の航空部隊の攻撃を受けた。
TERMINUS　ニューバグダット アトラス司令部 - 2061年,1月8日
"アトラス司令部を襲撃し、マンティコアの発射を阻止せよ"
アトラス社の監獄からの脱出に成功し、既に壊滅した基地へと帰還したもののコーマックは助からなかった。アトラスのミサイル攻撃の時が刻一刻と迫る中、コーマックの遺志を継いだミッチェルはミサイル発射を阻止するべく、ICBMが発射されるアトラス総司令部へのギデオンの立案した特攻作戦を決行。装甲スーツA.S.T.に身を包み、アイアンズとの最後の戦いへと向かう。
2人が乗り込んだASTをヘリコプターで吊り下げながら移動して水中の落下ポイントに向かう。ヘリから降下した2人は水中を進んで行きアトラス総司令部に侵入する。そして、発射寸前のミサイルをASTの集中砲火で破壊する。
2人はミサイル破壊の衝撃でASTスーツから放出され生身でアトラス総司令部からの脱出を目指す。途中で2人の前にアイアンズが現れExoスーツをハッキングされ身動きが取れなくなるが、ミッチェルは手動操作でスーツのロックを解除して単独でアイアンズを追跡する。
アイアンズはミッチェルのタックルによって彼の義手にハングアウト状態になる。アイアンズはミッチェルに自分を引き上げるように言ったが、ミッチェルが自分の義手をナイフで切断しアインズを高層ビルから落下させる。

## 登場人物
本作の登場人物の多くはボイスアクターをモデルにしており、モーションキャプチャも勤めている。

### アトラス・コーポレーション
ジャック・ミッチェル（Jack Mitchell） 英語版声優：トロイ・ベイカー/吹き替え版声優：高橋広樹
主人公。亡き父の背中を追う形で海兵隊に親友のウィルと共に入隊したが、韓国での初の実戦でウィルを亡くし、自身も左腕を失い退役する。
その後、ウィルの父親であるジョナサン・アイアンズにアトラス社への入社を勧められ、高性能な義手の提供を受けPMC隊員として復帰。その後、数々のミッションで活躍を収めるも、アイアンズの裏の顔を知った事でイロナと共にアトラス社を脱走し、センチネルに転属する。
キャンペーンモード最終ミッションでは、ミサイル発射阻止後の脱出の際にアイアンズのハッキングを受け、Exoをロックされてしまうが強引に接続を解除。生身のままアイアンズを追い詰め、義手にぶら下がるアイアンズを自ら左腕を切り離す事で炎の中へと落とし、とどめを刺した。
これまでのシリーズ作品とは異なり、本作では初めてプレイヤーキャラクターが彼一人に固定されている。ステージ中は従来通り無言で素顔を晒す事も無いが、ブリーフィングムービーでは姿を見せて台詞も発する。ストーリーは彼のモノローグで進む事も多い。
ギデオン（Gideon） 英語版声優：ギデオン・エメリー/吹き替え版声優：小西克幸
ミッチェルのアトラス社での訓練教官。所属する分隊の隊長でもある。ニット帽が特徴。ある日にアトラス社の裏情報をイロナとミッチェルと共に知ってしまうが、最初はフェイクだと社長ジョナサンに伝えて脱走する二人に着いていかず、アトラス社に残る。しかし実際はアトラス社に疑問を抱いており、裏情報が真実だと判断すると同時にアトラス社からの離反を決意。南極での戦いでミッチェル達の危機を救い、自身もセンチネルに転属する。
最終ミッションではA.S.T.で正面からアトラス司令部に突入し、直接ミサイル発射を阻止すると言う大胆な作戦を立てる。ミッチェルと共に作戦を成功させるが、アイアンズによってExoをロックされて身動きが取れなくなってしまう。その後、なんとか脱出に成功し、アイアンズを倒したミッチェルを助けて共に脱出した。
イロナ（Ilona） 英語版声優：アンジェラ・ゴッツ/吹き替え版声優：浅川悠
アトラス社所属の元スペツナズの女性隊員。訓練では最も高い成績を有している。ミッチェルと同様、アイアンズの本性を知ったことによりアトラス社を離反し、センチネルに転属する。
ジョーカー（Joker） 英語版声優：ジェレミー・ケント・ジャクソン/吹き替え版声優：関俊彦
アトラス社員でギデオンの部下。ミッチェルと多くのミッションを共に戦ったが、ミッチェルとイロナがアトラス社を脱走した際、それを見逃したギデオンに苦言を呈していた。その後の動向は不明。
ジョナサン・アイアンズ（Jonathan Irons） 英語版声優：ケヴィン・スペイシー/吹き替え版声優：大塚芳忠
アトラス社の社長兼創始者であり、ウィルの父親。片腕を失って軍人生命を絶たれたミッチェルに義手を与え、アトラス社に誘った。その経営力とカリスマ性によってアトラス社を急成長させた最大の功労者であり、他に何も頼らず自社を更に拡大させる為に無尽蔵とも言える軍事リソースを費やし続けている。
アトラス社の拡大の為なら手段を選ばない冷徹な裏の顔を持ち、ナイジェリアで救出した技術者からKVAが世界中で大規模なテロを計画している事を聞き出しながらもその技術者を殺害して口封じし、やがて引き起こされた核汚染テロすら自社の発展に利用した。国家や思想が世界を治める時代は終わったと考え、自らの齎す秩序によって世界を掌握しようと目論み、全世界に宣戦布告。世界対アトラスの戦争へと発展していく。しかし最後はミッチェルに追い詰められ、その義手に掴まったままビルから宙吊りになるがミッチェルが自ら義手を手放した事で、自分が嘗て彼に与えた新たな左腕諸共炎の中へと消えていった。
カーター (carter)
ギデオンの部隊にいるアトラス隊員。
原子力発電所のテロにより死亡した。

### アメリカ合衆国海兵隊および多国籍部隊/センチネル
コーマック（Cormack） 英語版声優：ラッセル・リチャードソン/吹き替え版声優：間宮康弘
ミッチェルの海兵隊時代の上官。後にセンチネル部隊長。2054年の時点での階級は軍曹だが、2059年の時点では少佐になっている。アトラス社を脱走したミッチェルとイロナを救出し、センチネルへと迎える。
最後の戦いにて敗北し、アトラス社に囚われた際にアイアンズに撃たれ、致命傷を負う。ミッチェル達の活躍で脱出には成功したものの既に虫の息で、ミッチェル達に後を託して息を引き取る。
ノックス（Knox） 英語版声優：カリー・ペイトン
センチネル隊員。階級は中尉。前線で戦いつつ、情報解析や電子機器の操作も担当する。ニューバグダッドでの最後の戦いにてマンティコアに感染し、死亡する。
ウィリアム・ロバート・アイアンズ/ウィル（William Robert Irons/Will）吹き替え版声優：岡林史泰
海兵隊時代のミッチェルの親友。アトラス社長ジョナサンの息子。海兵隊に志願した動機は本人曰く「父親から逃げたかったから」。韓国での初の実戦で北朝鮮軍のヘリに爆弾を仕掛けた直後、自動シャッターに腕を挟まれ、彼を助けようとしていたミッチェルをヘリから降りさせて、爆死する。フルネームは葬儀での弔辞で判明する。
"キングピン"マクドネル（"Kingpin" McDonnell） 英語版声優：マット・リーディ
アメリカ軍の大将。センチネルの司令官として指示を送る。
ジャクソン (Jackson)
序盤の韓国の戦いに参加する海兵隊員。ミッチェル・ウィル・コーマックと同じ分隊で行動する。

### KVA
ジョセフ・チヘイゼ（Joseph Chkheidze） 英語版声優：シャリフ・イブラヒム
元チェチェン独立運動家のジョージア人で、テロリスト集団「KVA」のリーダー。通称「ハデス」。各国の原発を狙った核汚染テロを実行した首謀者で、ジョナサン曰く「5万人を殺した男」。ギリシャでの会合には爆弾を仕込んだ影武者を向かわせ、自身は車輌で逃走を図るも、ミッチェルの仕掛けた爆弾により失敗。車に挟まれたミッチェルを助けようとしたイロナに背後から襲い掛かったが、辛うじて抜け出したミッチェルとの格闘の末に首をナイフで切られて死亡。しかし直後に息を吹き返し、ミッチェルに「アイアンズは全て知っている」と言って端末を渡し、今度こそ死亡する。

### ナイジェリア
アジャーニ（Ajani） 英語版声優：アデトクンボー・マコーマック
ナイジェリア陸軍の大尉。KVAに人質にされた首相を救出するためにジャックらアトラス社に協力する。
サミュエル・アビドヨ(Samuel Abidoyo)
ナイジェリアの首相。ハデスらKVAに人質にされていたが、アトラス社によって救出される。

## 本作の用語
Exo（エグゾ）
アトラスの兵士が標準装備している骨格状のスーツ。背中から腕や足まで装着する仕組みになっており、通信はもちろん、ブーストジャンプをしたり、防弾シールドを展開するなど、アビリティを使って戦闘面をサポートすることができる。ただし、アビリティを使用するとバッテリーを消耗し、バッテリーがなくなるとアビリティを使用できなくなる。また、通信端末に脆弱性があり、ハッキングを受けるとスーツにロックがかかり、身動きがとれなくなる欠点をもつ。
また、エグゾにリアリティを持たせるため、UCB、MIT、NASAなどの研究者が監修を担当した｡
アトラス・コーポレーション
ジョナサン・アイアンズによって2035年に設立された民間軍事会社。当初は傭兵のマネージメント企業にすぎなかったが、生物工学の研究開発で世界トップレベルの企業を買収したことと外骨格技術の研究を進めたことで急成長を遂げた。先進的なテクノロジー（アイアンズ曰く、軍より20年進んだ技術）と従来からの訓練を組み合わせることで、民間企業でありながら地球上で最大の軍事力を保有する組織にまで成長した。
軍事活動以外にも途上国のインフラ整備を、韓国、シエラレオネ、ナイジェリアなど多角的に事業を展開している。KVAによる核汚染テロの際にはいち早く除染や被災者の支援に乗り出し、それがきっかけでほぼ全世界の基幹インフラを掌握するまでに成長し、KVAのリーダー・ハデスの殺害によって一民間企業ながら国連安保理に加盟するまでに勢力を拡大した。
開発チームはアトラスにリアリティを持たせるために実際に虐殺事件を起こしたアメリカの民間軍事会社ブラックウォーターUSAを研究した｡
センチネル
KVAによる核汚染テロ後、アメリカ主導によって設立された多国籍部隊。設立当初の目的はKVAの攻撃の調査と「悲劇の繰り返しを阻止すること」だったが、アトラスがテロすら利用して利益を得た事とその野望にいち早く気付き、対アトラスの態勢を取るべく機を窺っていた。
KVA
国際テロ組織。チェチェン独立運動に参加したコーカサス地方出身のゲリラ達によって編成されており、テクノロジーに依存する人類への罰と新たな世界の想像を掲げている。
マンティコア
DNA選択性の生物兵器。2061年、イラクのニューバグダッドにて、運搬ドローンを炸裂させる形で初めて実戦投入された（Throttle）。緑色のエアロゾルであり、アトラス社にDNAデータが登録されている人以外は全身の皮膚組織が壊死し、死亡する。『CoD:BO』で登場したノヴァ6に被爆した者と類似した症状を示す。

## EXOゾンビ
『CoD:BO』『CoD:BO2』以来に追加した協力プレイ。DLCを購入することでプレイが可能になる。ルールは過去の『CoD:BO』と『Cod:BO2』と同じく、ラウンド制になっており、ラウンドを経るごとにゾンビの種類や耐久力が強化される。最初の状態ではExoスーツを持っていないため、Exoスーツを入手するのが鍵となる。稼いだポイントで武器やExoのアビリティを購入して進めていく。また、プレイヤーの死亡後、ラウンドクリアで復活した場合は、Exoスーツが失われているが、再び入手することが可能。ラウンドに上限はなく、プレイヤー全てが死亡するまで続けることとなる。

## 反応

### 表彰

#### 2014年
- IGN Best of 2014 Awards
  - 受賞：「Best Graphics - Technology」[18]
  - ノミネート：「Best Sound Design」[19]、「Best Competitive Multiplayer」[20]
- 2014 NAVGTR Awards
  - 受賞：「Performance in a Drama, Lead」（ケヴィン・スペイシー）、「Original Dramatic Score, Franchise」[21]
  - ノミネート：「Animation, Technical」、「Art Direction, Contemporary」、「Character Design」、「Direction in a Game Cinema」、「Game, Franchise Action」、「Graphics, Technical」、「Use of Sound, Franchise」、「Writing in a Drama」[21]
- The Game Awards
  - ノミネート：「Best Online Experience」、「Best Performance」（ケヴィン・スペイシー）、「Best Shooter」[22]

#### 2015年
- 視覚効果協会賞
  - 受賞：「Outstanding Real-Time Visuals in a Video Game」[23]
- D.I.C.E. Awards
  - ノミネート：「Action Game of the Year」、「Outstanding Achievement in Character」（ジョナサン・アイアンズ）、「Outstanding Achievement in Online Gameplay」、「Outstanding Achievement in Sound Design」、「Outstanding Technical Achievement」[24]
- 英国アカデミー賞ゲーム部門
  - ノミネート：「Audio Achievement」、「Multiplayer」、「Performer」（ケヴィン・スペイシー）[25]
- ゴールデンジョイスティックアワード
  - ノミネート：「Best Multiplayer Game」[26]
- 日本ゲーム大賞
  - 受賞：「グローバル賞 海外作品部門」[27]
- The Game Awards
  - ノミネート：「eSports Game of the Year」[28]

## 続編の可能性
リリース前の2014年8月、開発会社はAWをシリーズ化させることを望んでいた。しかし、発売直後から未来戦ではなく現代戦か歴史戦を望む声がファンから寄せられたことやアクティビジョン側との話し合いの結果、AWの続編ではなく第二次世界大戦を舞台にしたWWIIが開発されることになった。
2017年、当時のアクティビジョンCEOエリック・ハーシュバーグはインタビューの中で将来的にAWの続編が開発される可能性について質問され ｢えーっと、もしかしたら・・・やっぱわからないね（笑）。明確な意見は言いたくない。電車に乗っていると常に風景が変わるような、そんな感じのものなんだ。｣ と回答し否定も肯定もしなかった。
『ヴァンガード』のリリース後も、同スタジオはAWの続編を提案していた。しかし、このアイデアが進む前に、代わりに『MWII』の拡張パックを開発することになると通知された。しかし、開発中にプロジェクトは正規ナンバリング『MWIII』としてリリースになることになり、従業員はタイトな時間枠内でゲームをリリースするためにクランチ（強制的に行われる過酷な長時間労働）を強いられたと語った。この結果、他の『Call of Duty』ゲームは開発期間が3年前後であるのに対し、『MWⅢ』の開発期間はわずか16カ月と通常の約半分だったことになる。また『ヴァンガード』も同様に厳しい開発サイクルの下で作られたものだった。

## その他
- 今作に登場するキャラクター、ジョナサン・アイアンズはアカデミー賞受賞の経歴を持つケヴィン・スペイシーが演じる。
- 今作の音楽は『CoD4』を手掛けたハリー・グレッグソン＝ウィリアムズと、Paul DinletirとKevin RixのグループAudiomachineが担当する。
- ｢Call of Duty: Advanced Warfare｣ の商標は2010年に取得されていた[32]。